# Bill Wennington
Bill Wennington (26 april 1963) is een voormalig Canadees basketbalspeler in de NBA.
Won drie keer de titel met de Chicago Bulls.

## Carrière
Wennington speelde collegebasketbal voor St. John's Red Storm voordat hij zich in 1985 kandidaat stelde voor de NBA-draft waar hij als 16e werd gekozen in de eerste ronde door de Dallas Mavericks. Hij speelde er gedurende vijf seizoenen voordat hij geruild werd voor Rodney McCray naar de Sacramento Kings waar hij maar een seizoen speelde. Het volgende seizoen trok hij naar Europa bij de Europese topclub Virtus Bologna waar hij twee seizoenen speelde. Hij keerde terug naar de NBA bij de Chicago Bulls waarmee hij driemaal kampioen werd in de tijd van Michael Jordan. Hij speelde nog een seizoen bij de Sacramento Kings voordat hij zijn carrière afsloot.

## Statistieken

### Regulier seizoen
| Seizoen  | Team             | WG  | WS | MPW  | 2P%  | 3P%   | FW%   | RPW | APW | SPW | BPW | PPW |
| -------- | ---------------- | --- | -- | ---- | ---- | ----- | ----- | --- | --- | --- | --- | --- |
| 1985/86  | Dallas Mavericks | 56  | 3  | 10,0 | 47,1 | 0,0   | 72,6  | 2,4 | 0,4 | 0,2 | 0,4 | 3,4 |
| 1986/87  | Dallas Mavericks | 58  | 0  | 9,7  | 42,4 | 0,0   | 75,0  | 2,2 | 0,4 | 0,2 | 0,2 | 2,7 |
| 1987/88  | Dallas Mavericks | 30  | 0  | 4,2  | 51,0 | 0,50  | 63,2  | 1,3 | 0,1 | 0,2 | 0,3 | 2,1 |
| 1988/89  | Dallas Mavericks | 65  | 9  | 16,5 | 43,3 | 11,1  | 74,4  | 4,4 | 0,7 | 0,2 | 0,5 | 4,6 |
| 1989/90  | Dallas Mavericks | 60  | 2  | 13,6 | 44,9 | 0,0   | 80,0  | 3,3 | 0,7 | 0,3 | 0,4 | 4,5 |
| 1990/91  | Sacramento Kings | 77  | 23 | 18,9 | 43,6 | 20,0  | 78,7  | 4,4 | 0,9 | 0,6 | 0,8 | 5,7 |
| 1993/94  | Chicago Bulls    | 76  | 0  | 18,0 | 48,8 | 0,0   | 81,8  | 4,6 | 0,9 | 0,6 | 0,4 | 7,1 |
| 1994/95  | Chicago Bulls    | 73  | 1  | 13,1 | 49,2 | 0,0   | 81,0  | 2,6 | 0,5 | 0,3 | 0,2 | 5,0 |
| 1995/96  | Chicago Bulls    | 71  | 20 | 15,0 | 49,3 | 100,0 | 86,0  | 2,5 | 0,6 | 0,3 | 0,2 | 5,3 |
| 1996/97  | Chicago Bulls    | 61  | 19 | 12,8 | 49,8 | 0,0   | 83,0  | 2,1 | 0,7 | 0,2 | 0,2 | 4,6 |
| 1997/98  | Chicago Bulls    | 48  | 8  | 9,7  | 43,6 | 0,0   | 81,0  | 1,7 | 0,4 | 0,1 | 0,1 | 3,5 |
| 1998/99  | Chicago Bulls    | 38  | 3  | 11,9 | 34,8 | 100,0 | 81,8  | 2,1 | 0,5 | 0,3 | 0,3 | 3,8 |
| 1999/00  | Sacramento Kings | 7   | 0  | 8,1  | 31,6 | 0,0   | 100,0 | 2,7 | 0,1 | 0,3 | 0,3 | 2,0 |
| Carrière | Carrière         | 720 | 88 | 13,5 | 45,9 | 13,9  | 78,7  | 3,0 | 0,6 | 0,3 | 0,3 | 4,6 |

### Play-offs
| Seizoen  | Team             | WG | WS | MPW  | 2P%  | 3P%   | FW%   | RPW | APW | SPW | BPW | PPW |
| -------- | ---------------- | -- | -- | ---- | ---- | ----- | ----- | --- | --- | --- | --- | --- |
| 1985/86  | Dallas Mavericks | 6  | 0  | 3,0  | 33,3 | 100,0 | 100,0 | 0,8 | 0,0 | 0,0 | 0,0 | 1,2 |
| 1986/87  | Dallas Mavericks | 4  | 0  | 11,8 | 50,0 | 0,0   | 60,0  | 2,5 | 1,0 | 0,0 | 0,8 | 3,8 |
| 1987/88  | Dallas Mavericks | 6  | 0  | 2,3  | 0,0  | 0,0   | 0,0   | 0,7 | 0,2 | 0,2 | 0,0 | 0,0 |
| 1989/90  | Dallas Mavericks | 3  | 0  | 8,3  | 20,0 | 0,0   | 0,0   | 1,0 | 0,3 | 0,0 | 0,3 | 0,7 |
| 1993/94  | Chicago Bulls    | 7  | 0  | 6,7  | 50,0 | 0,0   | 66,7  | 1,0 | 0,6 | 0,0 | 0,1 | 1,1 |
| 1994/95  | Chicago Bulls    | 10 | 0  | 13,3 | 41,2 | 0,0   | 100,0 | 2,8 | 0,3 | 0,3 | 0,3 | 4,8 |
| 1995/96  | Chicago Bulls    | 18 | 0  | 9,4  | 52,0 | 0,0   | 50,0  | 1,7 | 0,5 | 0,2 | 0,1 | 3,0 |
| 1997/98  | Chicago Bulls    | 16 | 0  | 7,4  | 52,6 | 0,0   | 50,0  | 0,9 | 0,2 | 0,4 | 0,1 | 2,8 |
| Carrière | Carrière         | 70 | 0  | 8,2  | 45,9 | 50,0  | 67,9  | 1,4 | 0,4 | 0,2 | 0,2 | 2,5 |

0 Brown · 
7 Kukoč · 
8 Simpkins · 
9 Harper · 
13 Longley · 
22 Salley · 
23 Jordan · 
25 Kerr · 
30 Buechler · 
33 Pippen · 
34 Wennington · 
35 Caffey · 
53 Edwards · 
54 Haley · 
91 Rodman · 
Coach Jackson
00 Parish · 
1 Brown · 
7 Kukoč · 
8 Simpkins · 
9 Harper · 
13 Longley · 
18 Williams · 
23 Jordan · 
25 Kerr · 
30 Buechler · 
33 Pippen · 
34 Wennington · 
35 Caffey · 
91 Rodman · 
Coach Jackson
1 Brown · 
5 LaRue · 
7 Kukoč · 
8 Simpkins · 
9 Harper · 
13 Longley · 
22 Booth · 
23 Jordan · 
24 Burrell · 
25 Kerr · 
30 Buechler · 
33 Pippen · 
34 Wennington · 
35 Kleine · 
91 Rodman · 
Coach Jackson